# 李富荣 (乒乓球运动员)
李富荣（1942年—），男，籍贯浙江，生于上海，中国前乒乓球运动员。他曾获得1961年、1963年、1965年和1971年的世界乒乓球锦标赛男子团体金牌。有子李俊鋒，從事演員及體育活動。